# Aljaksandr Hutar
Aljaksandar Pjatrovič Hutar (in bielorusso Аляксандр Пятровіч Гутар?; traslitterazione anglosassone: Alyaksandr Hutar; Minsk, 18 aprile 1989) è un calciatore bielorusso, portiere del Minsk.

## Carriera

### Nazionale
Ha partecipato agli Europei Under-21 del 2011 (chiusi al terzo posto dalla sua squadra) ed ai Giochi Olimpici del 2012.

## Palmarès

### Club
- Campionato bielorusso: 6

BATĖ Borisov: 2008, 2009, 2010, 2011
Šachcër Salihorsk: 2020, 2021
- Coppa di Bielorussia: 1

BATĖ Borisov: 2009-2010
- Supercoppa di Bielorussia: 1

Šachcër Salihorsk: 2021

### Individuale
- Calciatore bielorusso dell'anno: 2

2010, 2011